# Giuseppe Sinopoli
Giuseppe Sinopoli (Venezia, 2 novembre 1946 – Berlino, 20 aprile 2001) è stato un direttore d'orchestra, compositore e saggista italiano.

## Biografia e carriera
Nato a Venezia da padre messinese e madre veneziana di origine messinese, si trasferì con la famiglia a Messina nel 1950, rimanendovi fino al 1963.
Dopo aver iniziato a studiare organo al Conservatorio di Messina, proseguì al conservatorio di Venezia dove studiò armonia e contrappunto, interessandosi anche alla musica contemporanea ed elettronica; non si diplomò in Conservatorio, e, dopo aver frequentato il liceo classico, si laureò in medicina e chirurgia con tesi in antropologia criminale all'Università di Padova nel 1972. Frequentò quindi i corsi estivi di Darmstadt con György Ligeti e Karlheinz Stockhausen. Fu inoltre allievo (e successivamente assistente) ai corsi di composizione di Franco Donatoni all'Accademia Chigiana di Siena, e studiò direzione d'orchestra a Venezia con Bruno Maderna, e a Vienna con Hans Swarowsky.
Negli anni settanta Sinopoli fu noto soprattutto come compositore e specialista di musica contemporanea: esordì come direttore d'orchestra a Siena, verso la prima metà degli anni settanta dirigendo un brano da camera scritto da un allievo di Donatoni, in seguito fondò nel 1975 l'Ensemble Bruno Maderna. A partire dal 1978, tuttavia, si impegnò sempre più nella direzione di un repertorio più tradizionale: a cominciare dalla direzione dell'Aida di Verdi al Teatro La Fenice di Venezia, si dedicò intensamente a Bruckner, Mahler e Richard Strauss, compositori verso i quali lo portavano affinità crescenti.
Come direttore d'orchestra ha lavorato con le maggiori orchestre europee: la Deutsche Oper di Berlino, la New Philharmonia di Londra (di cui dal 1984 al 1994 fu direttore principale, e dal 1987 anche direttore musicale), l'Accademia di Santa Cecilia di Roma; collaborazioni particolarmente pregevoli ebbe con i Wiener Philharmoniker; ha diretto inoltre prestigiosi complessi musicali come l'orchestra del Covent Garden di Londra, la Philharmonic del Teatro Metropolitan di New York; diresse varie volte i Berliner Philharmoniker (l'ultima delle quali nel 1986) e assunse la direzione della Staatskapelle di Dresda (di cui fu direttore principale dal 1992) e dell'Orchestra Sinfonica Nazionale della Rai.
Ha debuttato al Teatro alla Scala di Milano nel 1991 dirigendo l'Ein Heldenleben di Strauss, mentre già nel 1985 ha diretto il Tannhäuser di Wagner al Festival di Bayreuth, dove nel 2000 fu il primo direttore d'orchestra italiano in tutta la storia del festival a dirigere il Ring des Nibelungen. E proprio a Bayreuth, prima con Parsifal e dopo appunto con la Tetralogia, Sinopoli conosce la sua consacrazione forse come l'interprete wagneriano italiano più importante degli ultimi quarant'anni sulla scia di Victor de Sabata. Le sue letture del Ring e di Parsifal appaiono infatti molto vicine a quelle della tradizione interpretativa bayreuthiana degli anni cinquanta, in particolare a quelle di Hans Knappertsbusch, che Sinopoli richiama molto da vicino con i suoi tempi lenti, la maestosità dell'impianto fonico, la monumentalità e la liturgica ieraticità nell'impostazione generale dell'opera . Ad oggi non risultano ancora edizioni discografiche, che appaiono invece quanto mai opportune.
Sinopoli fu un ottimo compositore, in totale ha scritto 24 lavori (pubblicato da Suvini Zerboni e da Ricordi): le sue composizioni giovanili risentono dello stile strutturalista, con interessanti aperture verso i procedimenti combinatori di matrice donatoniana, mentre i lavori più tardi si riavvicinano ad un espressionismo lirico di matrice mitteleuropea, talora specificamente berghiana. Lavoro significativo di questo suo tardo periodo compositivo è Lou Salomé (1981, su libretto di Karl Dietrich Gräwe). L'opera, che fu tra l'altro la sua ultima composizione, venne rappresentata nel 1981 al NationalTheater di Monaco, e trent'anni dopo (2011) al Teatro La Fenice di Venezia.
Nel 1981, dopo neanche un decennio di attività compositiva, Sinopoli decise di abbandonarla per dedicarsi definitivamente alla direzione d'orchestra.
Oltre che laureato in Medicina e Chirurgia, Sinopoli fu un grande appassionato di archeologia.
Laureando all'Università di Roma (avrebbe dovuto discutere la tesi il giorno del suo funerale), gli è stata riconosciuta la laurea in Archeologia "post mortem". La sua collezione di vasi archeologici è stata pubblicata in un volume edito da Marsilio ("Aristaios. La "collezione Giuseppe Sinopoli").Tale collezione - di un valore e un pregio del tutto particolari - in quanto riguarda vasi e altre ceramiche in perfetto stato di conservazione e di grande rilievo artistico, relativi all'epoca minoica, a quella greca arcaica, a quella greca classica e a ritrovamenti nell'Italia meridionale di area culturale sia italica che greca - è esposta in maniera permanente presso l'Auditorium Parco della Musica Ennio Morricone di Roma come "Museo Aristaios", a seguito di un accordo tra il Ministero dei beni culturali, che l'ha rilevata dalla famiglia, e l'istituzione musicale.

### La morte
Morì improvvisamente a Berlino il 20 aprile 2001 all'età di 54 anni, stroncato da un infarto mentre stava dirigendo l'Aida di Giuseppe Verdi alla Deutsche Oper; dopo che la salma è stata riportata a Roma, il 23 aprile è stata allestita la camera ardente nella sala della Protomoteca al Palazzo Senatorio in Campidoglio, dove ricevette l'omaggio ininterrotto di una folla immensa; il giorno seguente si sono celebrati i funerali presso la basilica di Santa Maria degli Angeli e dei Martiri, ai quali erano presenti il presidente della Repubblica Italiana Carlo Azeglio Ciampi, il presidente del Consiglio dei ministri della Repubblica Italiana Giuliano Amato e tanti altri volti della politica e della musica; successivamente, il suo feretro è stato tumulato nel cimitero monumentale del Verano di Roma.
La città di Roma, di cui aveva diretto non senza molte difficoltà le principali istituzioni musicali (l'Accademia nazionale di Santa Cecilia, di cui fu direttore musicale dal 1983 al 1987, e il Teatro dell'Opera, di cui fu direttore artistico e musicale dal 1999 al 2001), gli ha dedicato una sala dell'Auditorium Parco della Musica. Gli sono state anche dedicate alcune scuole tra cui la scuola media di via Mascagni a Roma.

### Vita privata
Era sposato con Silvia Cappellini da cui ebbe due figli: Giovanni e Marco, e aveva diversi fratelli tra cui Anna Sinopoli, docente universitaria.

## Festival Sinopoli
Dal 2005 Taormina Arte dedica a Giuseppe Sinopoli, direttore artistico della sezione Musica della kermesse taorminese dal 1989 al 1997, un festival che si svolge ad ottobre. Il Giuseppe Sinopoli Festival è una rassegna che non celebra semplicemente il musicista e il direttore d'orchestra, ma anche il compositore, il medico, l'archeologo, l'intellettuale, in un percorso che si snoda attraverso la musica, il teatro, la letteratura, l'arte, con convegni, mostre, pubblicazioni e, naturalmente, concerti.
La grande sala del Palazzo dei Congressi di Taormina è a lui intitolata.

## Composizioni
- Sintassi Teatrali (1968): “Frammento n. 48 da Alcmane” , “Frammenti n.2-4-80 da Saffo”, “Stasimo IV ed Esodo da Edipo Re di Sofocle”.
- Erfahrungen (1968)
- 5 studi su 3 parametri, musica elettronica (1969)
- Musica per calcolatori analogici, musica elettronica (1969)
- Strutture per pianoforte (31/8/1969)
- Sunyata, Thema con varianti per soprano e quintetto d’archi su testo di Kridaya Sutra, (1970).
- Numquid et unum per clavicembalo e flauto (1970) dedicato a Franco Donatoni.
- Isoritmi, musica elettronica (1971)
- Opus Daleth per orchestra (1971 al Teatro La Fenice di Venezia diretta da Ettore Gracis)
- Opus Ghimel per orchestra da camera (1971)
- Opus Schir per mezzosoprano e strumenti su liriche di Rolando Damiani (1971)
- Numquid per oboe, corno inglese, oboe d'amore (1972) , dedicato a Lothar Faber.
- Hecklephon per pianoforte, clavicembalo e celesta (1972)
- Per clavicembalo (1972), dedicato a Mariolina De Robertis.
- Isoritmi II - Volts, musica elettronica (1972)
- Symphonie imaginaire per voci soliste, 10 voci bianche, 3 cori e 3 orchestre (1973)
- Klaviersonate per pianoforte (1977), dedicato a Katia Wittlich
- Klavierkonzert per pianoforte e orchestra (1974)
- Souvenirs à la mémoire per 2 soprani, controtenore e orchestra (1974) dedicato a Harry Halbreich
- Pour un livre à Venise per orchestra (1975). Prima raccolta: Costanzo Porta I - Contrappunto primo (dal Mottetto Gloriosa Virgo Caecilia di Costanzo Porta) II - Hommage à Costanzo Porta III – Canzone “La Gerometta” ( doppio coro ) ( da Costanzo Porta).
- Tombeau d'Armor I per orchestra (1976 al Teatro La Fenice)
- Requiem Hashshirim per coro a cappella (1976), dedicato a Paul Beusen.
- Archeology City Requiem per orchestra (1976) Prima esecuzione Parigi, 31 gennaio 1977, inaugurazione del Centro Georges Pompidou.
- Tombeau d'Armor II per grande orchestra (1977)
- Tombeau d'Armor III per violoncello e orchestra (1977)
- Quartetto per quartetto d'archi (1977)
- Kammerkonzert per pianoforte, fiati, percussioni, arpa, celesta e clavicembalo (1977-78)
- Lou Salomé, opera teatrale, libretto di Karl Dietrich Gräwe (1981)

## Discografia essenziale
- Beethoven Sinfonia n. 9 (Deutsche Grammophon)
- Beethoven Concerto per violino (Deutsche Grammophon)
- Beethoven Concerti per pianoforte n. 1 e 2 (Deutsche Grammophon)
- Strauss R Sinfonia delle Alpi (Deutsche Grammophon)
- Brahms Requiem tedesco (Deutsche Grammophon)
- Bruckner Sinfonie n. 3, 4, 5, 7, 8, 9 (Deutsche Grammophon)
- Ciaikovski Sinfonia n. 6 (Deutsche Grammophon)
- Dvorak Stabat Mater (Deutsche Grammophon)
- Mahler Le Sinfonie (Deutsche Grammophon)
- Mahler Das Lied von Erde (Deutsche Grammophon)
- Mahler Kindertotenlieder (Deutsche Grammophon)
- Mahler Des Knabenwunderhorn (Deutsche Grammophon)
- Mahler Das Klagende Lied (Deutsche Grammophon)
- Mascagni Cavalleria rusticana (Deutsche Grammophon)
- Puccini Tosca (Deutsche Grammophon)
- Puccini Manon Lescaut (Deutsche Grammophon)
- Puccini Madama Buttefly (Deutsche Grammophon)
- Schumann Le Sinfonie (Deutsche Grammophon)
- Schumann Das Paradies und die Peri (Deutsche Grammophon)
- Strauss R. Salome (Deutsche Grammophon)
- Strauss R. Elektra (Deutsche Grammophon)
- Strauss R. Arianna di Nasso (Deutsche Grammophon)
- Strauss Così parlò Zaratustra (Deutsche Grammophon)
- Verdi Nabucco (Deutsche Grammophon)
- Verdi Macbeth (Decca)
- Verdi Il trovatore (Orfeo)
- Verdi Rigoletto (Decca)
- Verdi La forza del destino (Decca)
- Verdi Attila (Orfeo)
- Wagner Olandese volante (Deutsche Grammophon)
- Wagner Tannhäuser (Deutsche Grammophon)